# Yulia Timoshinina
Pour les articles homonymes, voir Timochinina.
Yulia Vladimirovna Timoshinina (russe : Юлия Владимировна Тимошинина, Ioulia Vladimirovna Timochinina) est une plongeuse russe née le 23 janvier 1998.

## Carrière
Aux Championnats d'Europe, elle remporte le titre en plongeon synchronisé à 10 mètres en 2014 et en 2015.
Aux Championnats d'Europe de plongeon 2019, elle est médaillée de bronze au haut-vol à 10 mètres et au haut-vol synchronisé à 10 mètres.

## Famille
Elle est la fille des plongeurs Vladimir Timoshinin et Svetlana Timoshinina.

## Palmarès

### Championnats du monde
- Championnats du monde 2019 à Gwangju :
  -  Médaille d'argent du plongeon par équipe mixte.

### Championnats d'Europe
- Championnats d'Europe de natation 2014 à Berlin :
  -  Médaille d'or du plongeon synchronisé à 10 m (avec Ekaterina Petukhova).
- Championnats d'Europe de plongeon 2015 à Rostock :
  -  Médaille d'or du plongeon synchronisé à 10 m (avec Ekaterina Petukhova).
- Championnats d'Europe de natation 2016 à Londres :
  -  Médaille de bronze du plongeon synchronisé mixte à 10 m (avec Nikita Shleikher).
- Championnats d'Europe de plongeon 2017 à Kiev :
  -  Médaille d'argent du plongeon synchronisé à 10 m (avec Valeriya Belova).
  -  Médaille d'argent du plongeon synchronisé mixte à 10 m (avec Viktor Minibaev).
  -  Médaille de bronze du plongeon synchronisé à 10 m.
- Championnats d'Europe de natation 2018 à Glasgow :
  -  Médaille d'or du plongeon synchronisé mixte à 10 m (avec Nikita Shleikher).
  -  Médaille d'argent du plongeon synchronisé à 10 m (avec Ekaterina Beliaeva).
  -  Médaille de bronze du plongeon par équipe mixte.
- Championnats d'Europe de plongeon 2019 à Kiev :
  -  Médaille de bronze du plongeon individuel à 10 m.
  -  Médaille de bronze du plongeon synchronisé à 10 m (avec Ekaterina Beliaeva).
- Championnats d'Europe de natation 2020 à Budapest :
  -  Médaille d'or du plongeon synchronisé à 10 m (avec Ekaterina Beliaeva).
  -  Médaille d'argent du plongeon individuel à 10 m.